# Ingrid Noll
Ingrid Noll (Ingrid Gullatz) (Shanghái, 29 de septiembre de 1935) es una escritora alemana de novelas policíacas editadas en España bajo el sello de las editoriales Seix Barral y Circe y traducida en torno a una treintena de idiomas.

## Biografía
Hija de padre médico, creció y se crio con sus tres hermanos en Nanking, antes de trasladarse a Alemania en 1949. En China habían sido educados en casa por sus padres.
Tras el Abitur (título de enseñanza secundaria en su país), estudió Filología Germánica e Historia del Arte en la Universidad de Bonn, pero no acabó los estudios. 
Ha tenido tres hijos con su exmarido, el médico Peter Gullatz, y uno de sus tres hijos es el compositor y productor teatral Biber Gullatz, al mismo tiempo que es tía del actor Kai Noll.
Varias de sus novelas han sido adaptadas al cine.

## Obra
- El gallo está muerto, (Hahn ist tot) (1991)
- La cabeza de mis parientes, (Die Häupter meiner Lieben) (1993)
- Der Schweinepascha. In 15 Bildern (1996)
- La Farmacéutica (Die Apothekerin) (1994)
- El amor nunca se acaba, (Kalt ist der Abendhauch) (1996)
- Stich für Stich (1997)
- Der kleine Mord zwischendurch. 52 üble Kurzkrimis (1997)
- La rosa roja, (Röslein rot) (1998)
- Die Sekretärin (2000)
- Benditas Viudas, (Selige Witwen) (2001)
- Malos Hermanos, (Rabenbrüder) (2003)
- Falsas lenguas, (Falsche Zungen. Gesammelte Geschichten) (2004)
- Como una dama, (Ladylike) (2006)
- Donde nada florece, (Kuckuckskind) (2008)
- Fisherman's Friend (audiolibro) (2008)
- Palabra de honor, (Ehrenwort) (2010)
- Weihnachten mit Ingrid Noll (audiolibro) (2010)
- Por la borda, (Über Bord) (2012)
- Bienes y codicia, (Hab und Gier) (2014)
- A la mesa, (Der Mittagstisch) (2015)
- Halali (2017)
- Goldschatz (2019)
- In Liebe dein Karl (2020)

- Datos: Q63011
- Multimedia: Ingrid Noll / Q63011